# Apple DOS
Apple DOS – system operacyjny stworzony dla komputerów serii Apple II, firmy Apple Computer (obecnie Apple Inc.). Pierwotnie stworzony przez Paula Laughtona, Randyiego Wiggintona i Steve’a Wozniaka.